# Greda (żupania sisacko-moslawińska)
Greda – wieś w Chorwacji, w żupanii sisacko-moslawińskiej, w mieście Sisak. W 2011 roku liczyła 858 mieszkańców.